# Annetta Pelucchi
Annetta Pelucchi (fl. XX secolo) è stata una ballerina italiana, prima ballerina della Chicago Opera Company.

## Biografia
Nata in Italia da padre ufficiale dell'esercito italiano e madre francese, studiò danza a Milano. Nel 1918 sposò lo scrittore e membro del Congresso degli Stati Uniti, rappresentante del Massachusetts, Arthur Franklyn Blanchard.

## Carriera
Pelucchi ballò con l'Opéra-Comique di Parigi prima di trasferirsi negli Stati Uniti e diventare la prima ballerina del Chicago Opera Ballet nel 1917. Danzò nelle opere della stagione 1917-1918, tra cui Les Huguenots con Myrna Sharlow e Rosa Raisa, I gioielli della Madonna con Giulio Crimi, Azora con Anna Fitziu, Louise con Genevieve Vix. Poi Lakmé e La traviata, entrambe interpretate da Amelita Galli-Curci.